# 올림푸스 M.Zuiko Digital 100-400mm F5-6.3 렌즈
올림푸스 M.Zuiko Digital ED 100-400mm F5-6.3 IS 렌즈는 올림푸스에서 생산한 초점거리 100-400mm의 마이크로 포서드 마운트 망원 줌렌즈이다.

## 개요
올림푸스 M.Zuiko ED 100-400mm 렌즈는 2020년 8월 4일 OM-D E-M10 MarkⅣ와 함께 발표되었다. 발표 시점까지 가장 긴 초점거리를 가지는 M.Zuiko 렌즈로, M.Zuiko PRO와 동급인 IPX1 수준의 방진방적을 갖추었고 올림푸스의 1.4x, 2.0x 텔레컨버터와 호환이 가능하여 각각의 경우 140-560mm/200-800mm의 초점거리를 가지며, 135포맷 환산 1600mm에 이른다. 렌즈 내장 손떨림보정은 공식 3스탑의 보정치를 가지며, 올림푸스 고급 기종의 5-Axis Sync IS와는 호환되지 않는다.

## 사양
| M.Zuiko Digital ED 100-400mm F5.0-6.3 IS | M.Zuiko Digital ED 100-400mm F5.0-6.3 IS |
| ---------------------------------------- | ---------------------------------------- |
| 제품 사진                                |                                          |
| 화각(대각선)                             | 12°~ 3.1°                                |
| 광학 구성                                | 15군 21매                                |
| 특수 광학군                              | 슈퍼HR 2매, HR 2매, ED 4매               |
| 조리개 구성                              | 9매, 원형                                |
| 최소 조리개                              | F22                                      |
| 손떨림 보정                              | 있음                                     |
| 방진방적                                 | 있음                                     |
| 크기                                     | ⌀86.4 x 205.7mm                          |
| 최단촬영거리                             | 1.3m / 6m (리미터 사용)                  |
| 무게                                     | 1,120g / 1,325g                          |
| 필터 직경                                | ⌀72mm                                    |
| 발매년월                                 | 2020/09                                  |
| 권장 소비자 가격 $                       | 1499.99$                                 |

## 같이 보기
- 마이크로 포서즈 시스템